# Olšenca
Olšenca (nemško Oschenitzen) je naselje v Občini Velikovec v Okraju Velikovec na Koroškem v Avstriji.